# Kościół św. Józefa Sebastiana Pelczara w Rzeszowie
Kościół pw. św. Józefa Sebastiana Pelczara (patrona diecezji rzeszowskiej) – usytuowany jest w dzielnicy Pobitno. W 2017 parafia zrzeszała ok. 6300 osób.

## Historia
- 8 września 1994 biskup Kazimierz Górny powołał rektorat pw. Błogosławionego Józefa Sebastiana Pelczara dla dzielnicy Pobitno w Rzeszowie. Należała ona dotąd do parafii farnej w Rzeszowie. 18 grudnia 1994 r. nastąpiło poświęcenie tymczasowej kaplicy (kaplica blaszana, adaptowana do potrzeb liturgii o wymiarach 26 m x 9,5 m).
- 20 sierpnia 1995 biskup Kazimierz Górny erygował parafię. Od tego czasu rozpoczęto przygotowania do budowy kościoła oraz zaplecza duszpasterskiego (wykupywanie działek, projekt kościoła, prace przygotowawcze). Od kwietnia 1999 r. rozpoczęto budowę świątyni parafialnej.
- 1 lipca 2006 z Przemyśla z Ludwisarni Felczyńskich przywiezione zostały 3 dzwony o imionach: św. Józef Sebastian Pelczar, Jan Paweł II i św. Wojciech. Fundatorami dzwonów są Tadeusz i Julia Woźniakowie. Aktu poświęcenia dokonał biskup Edward Białogowski.

## Architektura
Kształtem przypomina część wyciętą z ostrosłupa prawidłowego. Obok kościoła usytuowany jest dom katechetyczny oraz kancelaria.